# SONY VISION-S
索尼VISION-S是一款全电动汽车平台，由日本索尼开发。在拉斯维加斯举行的2020年消费电子展上推出的第一款车型是VISION-S概念版。当2022年索尼公布第二款被命名为VISION-S 02的SUV时，之前发布的概念版车款被重新命名为VISION-S 01。
索尼计划利用VISION-S平台，在2020年成立的全资子公司索尼移动出行旗下开发未来的电动汽车，该公司将在2022年春季承担VISION-S平台和汽车开发的责任。

## 历史
索尼首款全尺寸四门纯电动车VISION-S概念版首次展出于2020年在美国内华达州拉斯维加斯舉行的消費電子展（CES）上。这款概念车由索尼的人工智能/机器人部门与汽车行业的多家公司合作设计，其中包括麦格纳国际、Continental AG、Elektrobit、Benteler和博世。索尼及其合作伙伴与汽车领域相关的最新技术，例如始终在线连接、传感设备和自动驾驶。第一台VISION-S概念版由麦格纳斯太尔制造。该项目由索尼的人工智能/机器人团队领导，该团队之前负责索尼的AIBO机器狗。工程和初步测试在奥地利格拉茨的麦格纳斯太尔工厂进行。
在2021年国际消费电子展上，索尼公司提供了一个经过道路测试后的VISION-S概念版的更新，以改进车辆的传感器套件和功能。索尼人工智能/机器人团队首席执行官川西泉在2021年5月的主题演讲中概述了索尼的愿景；与AIBO和在2021年国际消费电子展上亮相的自主无人机Airpeak一样，VISION-S旨在展示索尼在人工智能方面的发展。VISION-S的三大指导理念是安全性、娱乐性、适应性；安全性将通过自动驾驶来实现，娱乐性可能是索尼最为人所知的，而适应性指的是功能的持续发展以及对环境可持续性的贡献。
在2022年的国际消费电子展上，索尼将之前的VISION- S概念版更名为VISION-S 01，而VISION-S则成为该车所用的平台。索尼展示了基于同一平台的第二款概念车——VISION-S 02运动型多用途车，并宣布他们将组建一家新公司——索尼移动出行，该公司将专注于集团的电动汽车业务。2022年3月，索尼和本田宣布，他们将共同成立一家合资企业，从2025年开始规划、开发和销售电动汽车。早期，这些车辆产品将在本田现有的一家工厂中生产。6月时，两家公司发布了合资公司计划名为索尼本田移动公司（ソニー・ホンダモビリティ株式会社）。

## 设计
索尼创意中心的石井大辅表示VISION-S中的“S”代表传感（Sensing）、安全（Safety）、社会（Society）和索尼（Sony）。VISION-S平台配备两台200kW电动机和全四轮驱动。传动系统轴距为3030毫米，采用空气弹簧双横臂悬架。
在内饰方面，仪表板内置了全景触摸屏，并配有索尼的360临场音效（360 Reality Audio）。驾驶员和前排乘客座椅的靠背均配备10.1英寸（260 mm）显示屏，并且车上具有5G蜂窝连接，允许乘客通过远程连接到PlayStation游戏机来进行串流播放和游玩游戏。

### 安全
在初次发布时，VISION-S概念版全车配备有33个传感器。经过进一步测试和改进，该车升级为40个传感器，包括4个固定激光雷达、18个电磁波雷达、18个CMOS摄像头或飞行时间摄像头。它们共同形成了一个名为“安全茧”（Safety Cocoon）的高级驾驶辅助套件。“安全茧”一开始将能够提供更简单的车道和停车辅助功能，但通过使用无线更新，索尼希望实现4级或更高级别的自动驾驶。

## 车型

### VISION-S 01
索尼VISION-S 01（在2020年推出时名为VISION-S概念版）是一款4座轿车，这也是第一款基于VISION-S平台开发的车辆。它使用通用的VISION-S平台和传动系统，这赋予VISION-S 01在0—100 km/h（0—62 mph）加速上需使用4.8秒的时间，最高时速达240 km/h（150 mph）。首席执行官吉田宪一郎在2020年拉斯维加斯消费电子展上首次推出了VISION-S概念版。
在开发过程中，Vision-S概念版/01的代号为“安全茧”。原型车被带回格拉茨进行进一步测试和开发后，于2020年7月被送往东京进行上路测试。

### VISION-S 02
伴随最初的VISION-S概念版宣传视频，观众注意到另有一款跨界SUV似乎同时在开发中。作为款7座SUV，索尼VISION-S是在索尼VISION-S平台上开发的第二款车型，并在2022年国际消费电子展上首次亮相。
在官方的宣传中，本车也将搭载40个各种类型的传感器。采用与VISION-S概念版相似设计语言的VISION-S 02也拥有贯穿式的LED灯和大灯两侧的柳叶式造型。